# Jan-Janstjärnen, Lappland
Jan-Janstjärnen är en sjö i Lycksele kommun i Lappland och ingår i Umeälvens huvudavrinningsområde.